# Micheline Beauchemin
Pour les articles homonymes, voir Beauchemin.
Micheline Beauchemin (Longueuil, 24 octobre 1929 - Québec, 29 septembre 2009) est une artiste textile et maître de la haute lice québécoise.
Depuis le milieu des années 1950, alors qu’elle renoue avec la broderie apprise durant son enfance, l’artiste a exploité plusieurs matériaux (laine, filaments de nylon, fils métalliques, plexiglas, métal, fibre optique) afin de poursuivre sa quête et repenser l’art de la tapisserie en lui donnant une dimension sculpturale.
Une de ses œuvres, Totem de mousse (1976), fait partie de la collection d'œuvres d'art de l'Université de Montréal.

## Biographie
- 1929 – Naissance à Longueuil au Canada. Au cours de son enfance, elle « découvre » le fleuve Saint-Laurent, à Cap-Santé et dans les îles de Sorel au Québec. Le fleuve sera une source d’inspiration tout au long de sa carrière.
- 1947-1954 – Études à l’École des beaux-arts de Montréal (1947-1952), suivies d’une spécialisation en gravure et vitrail à l’École des beaux-arts de Paris (1953-1954).
- 1954 – Séjour en Grèce où elle renoue avec la broderie. Commence peu après ses premières tapisseries au crochet utilisant des tissus recyclés, puis de la laine rehaussée de fils d’aluminium doré ou argenté.
- 1959 – Exposition solo de tapisseries à la galerie Denyse Delrue de Montréal. Plusieurs autres suivront, notamment à Toronto, Tokyo et Paris.
- 1960 – Exposition de tapisseries au Musée des beaux-arts de Montréal[5].
- 1963 – Première commande importante d’une tapisserie pour le foyer de la salle Wilfrid-Pelletier de la Place des Arts de Montréal. Par la suite, réalise des œuvres à intégrer à l’espace architectural[6].
- 1964 – Deuxième voyage au Japon, où elle s’initie au tissage (haute et basse lice) et commence à utiliser des matériaux synthétiques (acrylique) dans ses tapisseries.
- 1968 – À Tokyo, réalise le rideau de scène de la salle d’opéra du Centre national des Arts d'Ottawa, ce qui établit sa réputation à titre de créatrice d’œuvres monumentales.
- 1973-1974 – Voyage en Amérique du Sud afin d’étudier les techniques de tissage et les matériaux employés par les populations indigènes. La série Totem *(1973-1977) est inspirée de ce voyage.
- 1974-1975 – Alors qu’elle vit en France, effectue deux voyages à l'Île de Baffin, où elle enseigne. La région arctique renouvelle son intérêt pour les propriétés de la lumière en hiver.
- 1976 – S’installe définitivement dans la maison-atelier de Grondines au Québec. Elle y accueille tisserands et stagiaires.
- 1981 – Elle est invitée à participer à la Biennale internationale de tapisserie de Lausanne (Suisse)[7]. Réalise des œuvres de caractère sculptural avec de l’aluminium.
- 1984-1989 – Avec les membres du groupe Contestension, lutte pour l’intégrité visuelle du fleuve et la protection de l’environnement dans la région de Portneuf.
- 2008 – Termine Soleil pour l’édifice La Tohu (Montréal), sculpture qui intègre le verre soufflé et la fibre optique[8].
- 2009 – Exposition rétrospective Micheline Beauchemin. Fleuve de lumière, présentée au Musée national des beaux-arts du Québec du 18 juin au 11 octobre 2009. L’exposition regroupe une dizaine d’œuvres de grand format produites entre 1964 et 1985 ainsi que des études et quelques miniatures[9].

## Œuvres
- 1983 - Il semble y avoir comme une pluie d’or[10], sculpture, Bibliothèque Gabrielle-Roy, Québec, Canada

## Honneurs
- 1971 - Prix Lynch-Staunton
- 1973 -  Officier de l'Ordre du Canada
- 1976 - Prix d'excellence de l'IRAC
- 1982 - Prix Saidye-Bronfman
- 1983 - Prix Louis-Philippe-Hébert
- 1988 - Prix de l'Institut canadien de Québec
- 1991 -  Chevalière de l'Ordre national du Québec
- 2005 - Prix Paul-Émile-Borduas
- 2006 - Prix du Gouverneur général en arts visuels et en arts médiatiques[11], prix conjoint avec le Conseil des Arts du Canada.

## Musées et collections publiques
- Agnes Etherington Art Centre
- Art Gallery of Hamilton
- Collection d'œuvres d'art, Université de Montréal[12]
- Musée canadien de l'histoire
- Musée d'art contemporain de Montréal[13]
- Musée d'art de Joliette
- Musée de la civilisation
- Musée des beaux-arts de Montréal
- Musée des beaux-arts du Canada[14]
- Musée des maîtres et artisans du Québec
- Musée national des beaux-arts du Québec